# NGC 716
NGC 716 is een balkspiraalstelsel in het sterrenbeeld Ram. Het hemelobject werd op 1 september 1886 ontdekt door de Amerikaanse astronoom Lewis A. Swift.

## Synoniemen
- IC 1743
- PGC 6982
- UGC 1351
- MCG 2-5-54
- ZWG 437.49
- IRAS01503+1227